# Thierry Gandillot
 (septembre 2014).
Si vous disposez d'ouvrages ou d'articles de référence ou si vous connaissez des sites web de qualité traitant du thème abordé ici, merci de compléter l'article en donnant les références utiles à sa vérifiabilité et en les liant à la section « Notes et références ».
Thierry Gandillot est un journaliste et écrivain français né en 1953 à Paris. Il est membre du comité de rédaction de Le Journal.info

## Biographie

### Journaliste
Thierry Gandillot possède un DEA d'économie à Paris IX Dauphine (1976) consacré aux politiques économiques comparées de l’Allemagne, la France et la Grande-Bretagne entre 1954 et 1972, sous la direction de Jacques Delors avec Jacques Attali et Pierre Uri. Il a également un DESS de sciences politiques à la Sorbonne (directeur : François Châtelet) et une licence de philosophie.
Après son service militaire comme enseignant à Saint-Cyr-Coëtquidan, il obtient la bourse de la Fondation Journaliste Demain, dirigée par Jean Ferniot. Après plusieurs stages (FR3 Toulouse, L'Usine nouvelle, L'Expansion et Antenne 2), il entre au Nouvel Économiste comme journaliste spécialisé en macro-économie. Il travaille ensuite à La Tribune, à Sciences et Vie Économie dont il est rédacteur en chef adjoint avant d’entrer au Nouvel Observateur comme grand reporter au service « économie » (1987). Cette même année, il obtient une bourse du German Marshall Fund. En 1993, il rejoint le service « culture » du même hebdomadaire jusqu’en 1996 où il est nommé rédacteur en chef des pages « culture » (Livres et Arts et Spectacles) de L’Express.
En 2006, il est nommé rédacteur en chef délégué de Challenges et chroniqueur économie à i>Télé. Chroniqueur à l'émission « Les Décodeurs » sur Infosport+ (2008 et 2009). Entre 2009 et 2020, il occupe les fonctions de chef du service « culture » des Échos tout en assurant une chronique « culture » quotidienne à Radio Classique, à partir de 2013. Il a été chroniqueur à France Culture (1993-1996) puis à RTL (Les livres ont la parole, de 1999 à 2006).
Il est membre du comité de rédaction du Journal.info depuis 2023.

### Activités artistiques
Thierry Gandillot est auteur de romans, nouvelles et chroniques.
En 2012, il expose au Festival des Mots de La Charité-sur-Loire une série de toiles et de dessins inspirés par la crise financière et la chute de Wall Street – une série commencée en juillet 2007. En septembre 2016, il présente une exposition " Toxic Assets" à la GRK Gallery, à Paris. Et en 2018, "Skyline Project", pour GRK Gallery.
Il a été nommé Chevalier des Arts et des Lettres en 2007.

## Œuvres
- 1988 : Le Grand Cirque fiscal (Hatier)
- 1990 : 1 000 jours pour réussir l’Europe (J-C Lattès)
- 1992 : La Dernière Bataille de l’Automobile Européenne (Fayard)
- 1993 : La Comédie-Française en Coulisses (Plume)
- 1996 : L'Héritage Windsmith (roman, NiL, réédité en 2014)
- 1997 : La Chambre de Barbe-Bleue (roman, NiL)
- 2000 : Câline (Robert Laffont)
- 2001 : La Bicyclette du petit Chinois (in Jardins d'enfance, ouvrage collectif dirigé par Carole Bouquet, Le Cherche midi)
- 2002 : Code Vaudou (Robert Laffont)
- 2003 : Les Locataires (Robert Laffont)
- 2004 : Légitime Défiance (nouvelles, Robert Laffont)
- 2005 : La Maison noire
- 2006 : Pour solde de tout conte (nouvelles, Le Cherche midi)
- 2007 : Une année sous Sarkozy (chroniques, L’Acropole)
- 2007 : La Nouvelle Chanson française (in Nouvelles mythologies, ouvrage collectif dirigé par Jérôme Garcin, Le Seuil, 2007)